# Calcio a 5 per ciechi ai XV Giochi paralimpici estivi
Il torneo di calcio a 5 per ciechi dei XV Giochi paralimpici estivi è stato svolto dal 9 al 17 settembre 2016 presso il Centro Olímpico de Tênis. Vi hanno partecipato 8 squadre maschili composte da atleti con disabilità visive che giocano completamente bendati (ad eccezione dei tiratori, che sono vedenti).

## Calendario
| Maschile | G |  | G |  | G |  | SF |  | B | F |

| G | Gironi eliminatori | SF | Semifinali | B | Finale medaglia di bronzo | F | Finale medaglia d'oro |

## Risultati

### Fase a gruppi

#### Gruppo A
| Squadra | Pt | G | V | N | P | PF | PS | DP |
| ------- | -- | - | - | - | - | -- | -- | -- |
| Brasile | 7  | 3 | 2 | 1 | 0 | 5  | 1  | +4 |
| Iran    | 5  | 3 | 1 | 2 | 0 | 2  | 0  | +2 |
| Turchia | 2  | 3 | 0 | 2 | 1 | 1  | 3  | -2 |
| Marocco | 1  | 3 | 0 | 1 | 2 | 2  | 6  | -4 |

| Rio de Janeiro 9 settembre 2016, ore 09:00 UTC-3 | Brasile            | 3 – 1 referto | Marocco | Centro Olímpico de Tênis (2.569 spett.)\| Arbitro: \| Mariano Travaglino \| |
| Arbitro:                                         | Mariano Travaglino |               |         |                                                                             |

| Rio de Janeiro 9 settembre 2016, ore 16:00 UTC-3 | Turchia       | 0 – 0 referto | Iran | Centro Olímpico de Tênis (2.811 spett.)\| Arbitro: \| Lucio Morgado \| |
| Arbitro:                                         | Lucio Morgado |               |      |                                                                        |

| Rio de Janeiro 11 settembre 2016, ore 09:00 UTC-3 | Marocco            | 0 – 2 referto | Iran | Centro Olímpico de Tênis (2.374 spett.)\| Arbitro: \| Mariano Travaglino \| |
| Arbitro:                                          | Mariano Travaglino |               |      |                                                                             |

| Rio de Janeiro 11 settembre 2016, ore 16:00 UTC-3 | Brasile           | 2 – 0 referto | Turchia | Centro Olímpico de Tênis (2.596 spett.)\| Arbitro: \| François Carcouët \| |
| Arbitro:                                          | François Carcouët |               |         |                                                                            |

| Rio de Janeiro 13 settembre 2016, ore 09:00 UTC-3 | Brasile            | 0 – 0 referto | Iran | Centro Olímpico de Tênis (2.355 spett.)\| Arbitro: \| Mariano Travaglino \| |
| Arbitro:                                          | Mariano Travaglino |               |      |                                                                             |

| Rio de Janeiro 13 settembre 2016, ore 16:00 UTC-3 | Marocco         | 1 – 1 referto | Turchia | Centro Olímpico de Tênis (1.933 spett.)\| Arbitro: \| Germi Guimaraes \| |
| Arbitro:                                          | Germi Guimaraes |               |         |                                                                          |

#### Gruppo B
| Squadra   | Pt | G | V | N | P | PF | PS | DP |
| --------- | -- | - | - | - | - | -- | -- | -- |
| Argentina | 7  | 3 | 2 | 1 | 0 | 3  | 0  | +3 |
| Cina      | 7  | 3 | 2 | 1 | 0 | 3  | 0  | +3 |
| Spagna    | 3  | 3 | 1 | 0 | 2 | 1  | 2  | -1 |
| Messico   | 0  | 3 | 0 | 0 | 3 | 0  | 5  | -5 |

| Rio de Janeiro 9 settembre 2016, ore 11:00 UTC-3 | Spagna          | 0 – 1 referto | Cina | Centro Olímpico de Tênis (2.569 spett.)\| Arbitro: \| Germi Guimaraes \| |
| Arbitro:                                         | Germi Guimaraes |               |      |                                                                          |

| Rio de Janeiro 9 settembre 2016, ore 20:00 UTC-3 | Argentina       | 2 – 0 referto | Messico | Centro Olímpico de Tênis (3.065 spett.)\| Arbitro: \| Germi Guimaraes \| |
| Arbitro:                                         | Germi Guimaraes |               |         |                                                                          |

| Rio de Janeiro 11 settembre 2016, ore 11:00 UTC-3 | Argentina     | 1 – 0 referto | Spagna | Centro Olímpico de Tênis (2.374 spett.)\| Arbitro: \| Lucio Morgado \| |
| Arbitro:                                          | Lucio Morgado |               |        |                                                                        |

| Rio de Janeiro 11 settembre 2016, ore 20:00 UTC-3 | Cina            | 2 – 0 referto | Messico | Centro Olímpico de Tênis (3.099 spett.)\| Arbitro: \| Germi Guimaraes \| |
| Arbitro:                                          | Germi Guimaraes |               |         |                                                                          |

| Rio de Janeiro 13 settembre 2016, ore 11:00 UTC-3 | Cina              | 0 – 0 referto | Argentina | Centro Olímpico de Tênis (2.355 spett.)\| Arbitro: \| François Carcouët \| |
| Arbitro:                                          | François Carcouët |               |           |                                                                            |

| Rio de Janeiro 13 settembre 2016, ore 20:00 UTC-3 | Messico      | 0 – 1 referto | Spagna | Centro Olímpico de Tênis (3.080 spett.)\| Arbitro: \| Rafael Glock \| |
| Arbitro:                                          | Rafael Glock |               |        |                                                                       |

### Fase a eliminazione diretta
|  | Semifinali | Semifinali | Semifinali |      |         | Finale medaglia d'oro     | Finale medaglia d'oro     | Finale medaglia d'oro     |  |
|  |            |            |            |      |         |                           |                           |                           |  |
|  | Brasile    | Brasile    | 2          |      |         |                           |                           |                           |  |
|  | Brasile    | Brasile    | 2          |      |         |                           |                           |                           |  |
|  | Cina       | Cina       | 1          |      |         |                           |                           |                           |  |
|  | Cina       | Cina       | 1          |      | Brasile | Brasile                   | 1                         |                           |  |
|  |            |            |            |      | Brasile | Brasile                   | 1                         |                           |  |
|  |            |            | Iran       | Iran | 0       |                           |                           |                           |  |
|  | Argentina  | Argentina  | Iran       | Iran | 0       | 1                         |                           |                           |  |
|  | Argentina  | Argentina  |            |      |         | 1                         |                           |                           |  |
|  | Iran       | Iran       | 2          |      |         | Finale medaglia di bronzo | Finale medaglia di bronzo | Finale medaglia di bronzo |  |
|  | Iran       | Iran       | 2          |      |         |                           |                           |                           |  |
|  |            |            |            |      |         |                           |                           |                           |  |
|  |            |            |            |      |         | Cina                      | Cina                      | 0                         |  |
|  |            |            |            |      |         | Cina                      | Cina                      | 0                         |  |
|  |            |            |            |      |         | Argentina                 | Argentina                 | 1                         |  |

#### Semifinali
| Arbitro: | Mariano Travaglino |

|                  |           |          |
| Jefinho 20’, 30’ | Marcatori | 14’ Wang |

| Arbitro: | Lucio Morgado BRA |

|                      |                      |                          |
| Espinillo Velo Veliz | Tiri di rigore 1 – 2 | Rahimighasr Shahhosseini |

#### Finale medaglia di bronzo
| Arbitro: | Germi Guimaraes |

|              |                      |                |
| Wei Liu Wang | Tiri di rigore 0 – 1 | Espinillo Velo |

#### Finale medaglia d'oro
| Arbitro: | Mariano Travaglino |

|                |           |  |
| Ricardinho 12’ | Marcatori |  |

### Incontri per i piazzamenti finali

#### 7º/8º posto
| Arbitro: | Christian Jung |

|  |           |                               |
|  | Marcatori | 42’ Lanzagorta 49’ de la Cruz |

#### 5º/6º posto
| Arbitro: | Stuart Winton |

|                  |                      |                           |
| Sumer Satay Ocal | Tiri di rigore 1 – 0 | El Haddaoui Munoz Garrido |

## Podio
| Oro     | Argento | Bronzo    |
| Brasile | Iran    | Argentina |

## Classifica
| Posizione | Squadra   |
| --------- | --------- |
| 1         | Brasile   |
| 2         | Iran      |
| 3         | Argentina |
| 4         | Cina      |
| 5         | Turchia   |
| 6         | Spagna    |
| 7         | Messico   |
| 8         | Marocco   |